# Список умерших в 505 году
В этой статье представлен список известных людей, умерших в 505 году.
См. также: Категория:Умершие в 505 году

## Апрель
- 29 апреля — Иоанн II Мела, Патриарх Александрийский (496—505), монофизит.

## Июль
- 13 июля — Евгений Карфагенский, святой епископ Карфагенский.

## Дата смерти неизвестна или требует уточнения
- Драконций, позднелатинский поэт и ритор.
- Ваан Мамиконян, армянский спарапет, марзпан (персидский наместник) Армении (с 485).
- Цзян Янь, китайский поэт и писатель.

| Список умерших в 504 году | Список умерших в 505 году | Список умерших в 506 году |